# Orbita geostazionaria

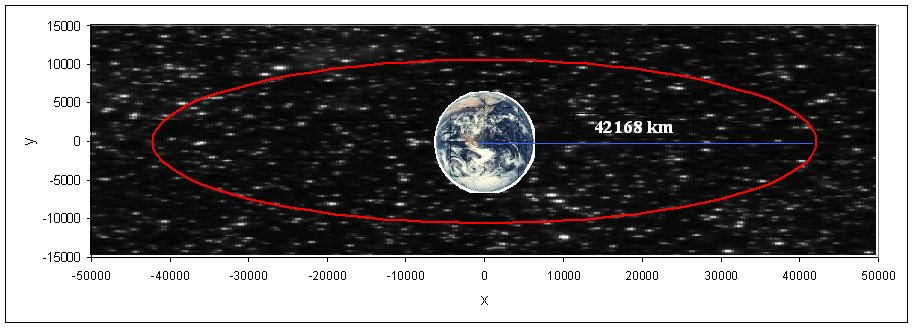
Rappresentazione in scala dell'orbita geostazionaria

In astrodinamica, un'orbita geostazionaria (in inglese: Geostationary Earth Orbit o GEO) è un'orbita circolare ed equatoriale situata a una altezza tale per cui il periodo di rivoluzione di un satellite che la percorre, in particolare un satellite artificiale, coincide con il periodo di rotazione della Terra. È un caso particolare di orbita geosincrona.

## Storia

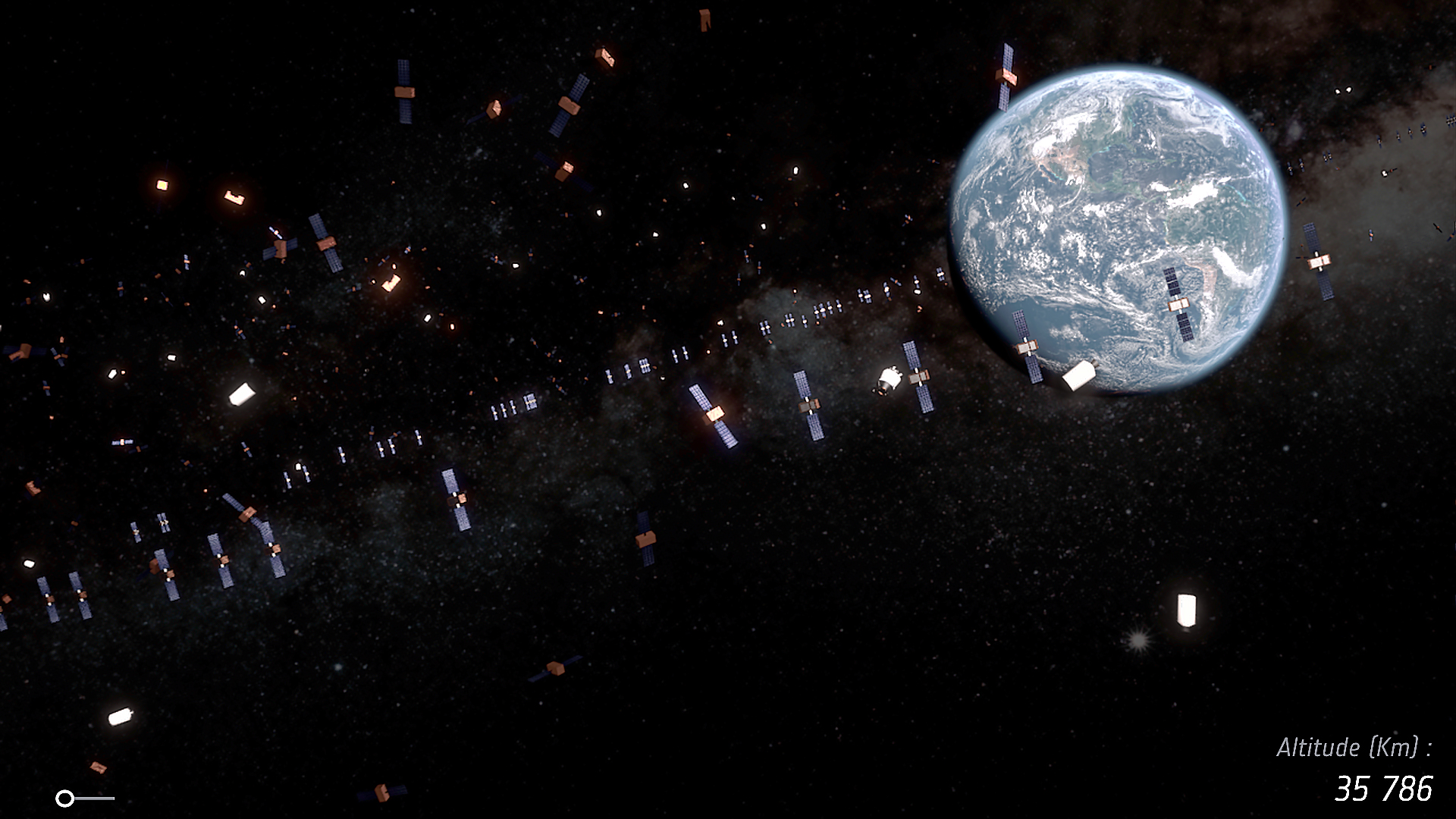
Rappresentazione artistica dei satelliti attivi e dei detriti spaziali presenti nella fascia dell'orbita geostazionaria.

L'orbita geostazionaria della Terra è anche chiamata Fascia di Clarke dal nome dello scrittore di fantascienza Arthur C. Clarke che nel 1945 ipotizzò per primo l'uso di questa orbita per i satelliti dedicati alle telecomunicazioni.
Colombia, Brasile, Ecuador, Indonesia, Kenya, Uganda e Repubblica democratica del Congo, paesi situati sull'equatore, rivendicarono la supremazia territoriale sull'orbita geostazionaria e consacrarono questa loro volontà di dichiararsi sovrani nella Dichiarazione di Bogotà del 3 dicembre 1976, dichiarazione rimasta sulla carta e mai riconosciuta dagli altri Stati. Gli stati rivendicarono l'appartenenza della porzione di orbita geostazionaria ai paesi sui quali la stessa insiste in linea verticale, considerandola come parte integrante del territorio nazionale stesso. L'affermazione veniva basata sul fatto che l'orbita fosse una realtà fisica dipendente dalla Terra e dai fenomeni gravitazionali da questa prodotti, per cui andava ricompresa nel concetto di risorsa naturale limitata. L'argomentazione partiva anche dalla considerazione che i satelliti che occupavano orbite geostazionarie appartenevano agli stati più ricchi, la cui ricchezza era in parte frutto anche di politiche coloniali predatorie attuate ai danni proprio dei Paesi che si trovano sull'equatore. La rivendicazione non ha ricevuto supporto internazionale ed i paesi firmatari hanno infine rinunciato a farla valere.
Anche per l'orbita geostazionare vige il Trattato sullo spazio extra-atmosferico del 1967, che proibisce espressamente agli stati firmatari di rivendicare risorse poste nello spazio in quanto «patrimonio comune dell'umanità»: l'articolo 2 del trattato afferma, infatti, che «lo spazio extra-atmosferico non è soggetto ad appropriazione nazionale né rivendicandone la sovranità, né occupandolo, né con ogni altro mezzo».

## Descrizione
Un'orbita di un satellite viene definita "geostazionaria" se per un osservatore sulla Terra il satellite appare fermo in cielo, sospeso sempre al di sopra del medesimo punto dell'equatore poiché ruota, con moto circolare uniforme, alla stessa velocità angolare della Terra.
Per pianeti diversi dalla Terra quest'orbita è anche detta isosincrona. Non per tutti i pianeti esiste un'orbita stazionaria in quanto la loro velocità di rotazione può richiedere che il satellite stia in un'orbita troppo vicina oppure troppo lontana per essere stabile.
Nel caso della Terra il satellite artificiale deve percorrere l'orbita circolare in un tempo uguale al giorno siderale, Trot = 23 h 56 min 4,09 s = 86164,09 s.
Il semiasse maggiore di quest'orbita, che in questo caso corrisponde al raggio, può essere determinato mediante la terza legge di Keplero:
{\displaystyle r_{geos}={\sqrt[{3}]{\frac {GMT_{rot}^{2}}{4\pi ^{2}}}}=42\;164\;km}
essendo G = 6,67428 ± 0,00067 × 10−11 m3 kg−1 s−2 la costante di gravitazione universale e M = 5,9736 × 1024 kg la massa della Terra. La formula precedente può essere anche utilizzata per determinare il raggio dell'orbita isosincrona intorno a ogni corpo celeste inserendo gli opportuni valori di M e Trot.

Un metodo alternativo per il calcolo del raggio si ricava direttamente dal secondo principio della dinamica imponendo un moto circolare, quindi con accelerazione {\displaystyle {\omega }^{2}r}:
{\displaystyle m{\omega }^{2}r_{geos}=ma=m{\frac {M_{T}G}{{r_{geos}}^{2}}}}
Se non si ha a disposizione il valore di G e della massa terrestre, si può in alternativa scrivere l'ultima espressione come funzione dell'accelerazione gravitazionale terrestre alla superficie terrestre e del raggio della Terra:
{\displaystyle m{\frac {M_{T}G}{R_{T}^{2}}}{\frac {R_{T}^{2}}{{r_{geos}}^{2}}}=mg{\frac {R_{T}^{2}}{{r_{geos}}^{2}}}}
essendo g = 9,80665 m/s² l'accelerazione gravitazionale terrestre alla superficie, {\displaystyle R_{T}\approx } 6378 km il raggio della Terra e {\displaystyle \omega =2\pi /T_{rot}} = 7,2921 × 10−5 s−1 la velocità angolare della rotazione terrestre.
Risolvendo si trova:
{\displaystyle r_{geos}={\sqrt[{3}]{\frac {M_{T}G}{\omega ^{2}}}}={\sqrt[{3}]{\frac {gR_{T}^{2}}{\omega ^{2}}}}}
L'orbita geostazionaria ha quindi un raggio di 42168 km, pari a circa 6,6 r⊕. Poiché il raggio dell'orbita si misura a partire dal centro del pianeta e il raggio medio della Terra è di circa 6 371 km, l'orbita geostazionaria si trova a circa 36 000 km sopra la superficie terrestre.

## Satelliti geostazionari

Il punto verde e quello marrone sono sempre in linea col centro della Terra in un'orbita geostazionaria

La quota dell'orbita geostazionaria è fissa e deriva dal fatto che orbite a quote diverse hanno periodi di rivoluzione diversi, sempre più lunghi man mano che ci si allontana dal pianeta. L'orbita con un periodo di rivoluzione pari a 23 ore, 56 minuti e 4,09 secondi (un giorno siderale) si trova a un'altitudine di 35790 km e un satellite che la percorre si muove a circa 3 km/s, pari a 11000 km/h. Per un qualunque osservatore a terra è come se il satellite fosse fermo sempre nella stessa posizione angolare che dipende dalla longitudine e latitudine della posizione dell'osservatore; di qui l'espressione geostazionario riferita al satellite e geostazionaria riferito all'orbita.
L'orbita geostazionaria è molto ambita per una quantità di satelliti artificiali, per esempio quelli per le telecomunicazioni e le previsioni del tempo (invece i satelliti spia occupano tipicamente un'orbita molto più vicina alla terra per poter acquisire immagini con una risoluzione sufficiente). A causa dell'affollamento l'orbita è suddivisa in pezzetti e si tiene il conto di quali siano liberi e quali occupati; dopo alcuni anni, alla fine della sua vita operativa, un satellite deve lasciare libero il posto spostandosi su un'orbita più alta o più bassa.

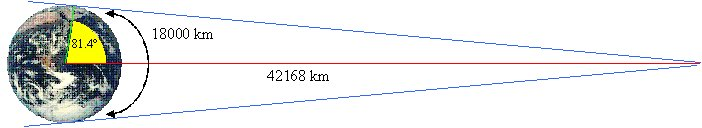
Area della superficie terrestre osservabile dall'orbita geostazionaria

Un satellite posto in quest'orbita può osservare quasi un intero emisfero terrestre, poiché l'ampiezza del suo orizzonte equivale ad un cerchio con un diametro di circa 11 500 km centrato sull'equatore. Questa dimensione corrisponde a 81,4 gradi di latitudine o longitudine in ogni direzione.

### Plutone e Caronte
Caronte, satellite di Plutone, ha un'orbita isosincrona rispetto al suo pianeta. Inoltre ha anche un'orbita sincrona, il che fa sì che un ipotetico osservatore dalla superficie planetaria di Plutone non soltanto vedrebbe Caronte immobile nel cielo, ma ne vedrebbe anche sempre la stessa faccia. Lo stesso avverrebbe ovviamente anche guardando dal satellite verso il pianeta.
Nel caso del sistema Terra-Luna la situazione è diversa: la Luna mostra alla Terra sempre la stessa faccia, ma la sua posizione nel cielo non è fissa perché la Luna non si trova su un'orbita geostazionaria.

## Telecomunicazioni
Le comunicazioni che utilizzano un satellite geostazionario subiscono un ritardo non trascurabile dovuto alla lunga distanza che il segnale elettromagnetico deve percorrere dalla stazione di terra al satellite e ritorno. Questo tempo è pari a circa un quarto di secondo. Per calcolarlo esattamente si può usare il teorema del coseno; per esempio, se una stazione di terra si trova ad una latitudine di φ=±45°, sullo stesso meridiano del satellite, il ritardo subito dal segnale è pari a:
{\displaystyle 2{\frac {\sqrt {{r_{geos}}^{2}+R_{T}^{2}-2r_{geos}R_{T}\cos \varphi }}{c}}\approx 253\,\mathrm {ms} }
essendo c la velocità della luce. Per alcune applicazioni, come la telefonia e i giochi di realtà interattiva, questo ritardo non è trascurabile e causa prestazioni peggiori di quelle dei canali di comunicazione terrestri. I primi sistemi di telefonia basati su satelliti geostazionari risentivano fastidiosamente del conseguente effetto di eco; i primi soppressori di eco sono degli anni settanta e con il tempo si realizzarono tecniche che eliminavano alcuni degli effetti negativi introdotti da un ritardo così elevato (anni ottanta).
Un satellite geostazionario offre una copertura di circa un terzo della superficie terrestre. Tre satelliti GEO spaziati di 120° possono coprire l'intera superficie del globo, escludendo le latitudini elevate. In contrasto con le più moderne reti satellitari in orbita bassa, le costellazioni geostazionarie richiedono un ridotto numero di satelliti, ma soffrono di forte ritardo di propagazione e i terminali terrestri necessitano di potenze maggiori e antenne di maggiori dimensioni.

## Trasmissioni televisive
Le trasmissioni televisive satellitari sfruttano satelliti geostazionari che permettono agli utenti di utilizzare semplici antenne con puntamento fisso.